# 加藤仁平
加藤仁平（かとう にへい、1894年11月7日ー1993年4月12日）は、日本の教育史学者。

## 人物・来歴
愛知県宝飯郡豊川町（現豊川市）出身。東京高等師範学校卒。1944年「伊藤仁斎の学問と教育 古義堂即ち堀川塾の教育史的研究」で、文学博士（慶應義塾大学）の学位を取得。東京高等師範学校教授、東京文理科大学教授を兼ねるが、1947年公職追放。のち関東学院大学教授となる。1978年退職。
東京高師で嘉納治五郎に学ぶ。江戸時代の教育思想が専門だが、二宮尊徳の報徳思想を広めることに努め、これが戦時中の戦争イデオロギーとなったため戦後公職追放を受けた。

## 著書
- 『日本教育思想史の研究 第1巻 和魂漢才説』培風館, 1926
- 『国民精神発達史』教育研究会, 1928
- 『藤樹学の発展とその意義 (渾沌社教育叢書 1933
- 『日本教育史』建文館、1933　復刻・日本教育史基本文献・史料叢書 大空社, 1993.3
- 『日本精神の発展と教育』同文書院, 1934
- 『山鹿素行の教育思想』目黒書店, 1934
- 『新興報徳教育』同文書院, 1938
- 『三種の神器観より見たる日本精神史』第一書房, 1939
- 『菅家遺誡 和魂漢才』(日本精神叢書 内閣印刷局, 1938
- 『伊藤仁斎の学問と教育 古義堂即ち堀川塾の教育史的研究』目黒書店, 1940　第一書房, 1979.3
- 『二宮尊徳と皇道報徳』教養文庫 弘文堂, 1940
- 『皇国開闢の大道』神祇院, 1941
- 『日本新興報徳の実行力』第一書房, 1941
- 『二宮翁夜話讀本』(報德同志會新書 三集社出版部, 1948
- 『報徳に生きる』日本図書文化協会, 1955
- 『永遠に生きる二宮尊徳』報徳同志会, 1958
- 『リンカーンの瞳 報徳アメリカを行く』協同出版, 1962
- 『大校長を憶う 山崎新太郎の生涯』報徳同志会, 1963
- 『嘉納治五郎 世界体育史上に輝く』(新体育学講座 逍遥書院, 1964
- 『小西重直の生涯と思想』黎明書房, 1967
- 『誤解・曲解は歴史の宿命か (報徳に生きる 報徳同志会, 1975
- 『成田山における二宮尊徳の開眼』竜渓書舎, 1977.11
- 『成田開眼につづく二宮哲学の成立』前後編 龍渓書舎, 1978-79
- 『自伝 報徳教育の第一歩(昭和九年～昭和二十一年)』竜渓書舎, 1980.8
- 『自伝 報徳教育の第二歩(昭和二十一年～昭和三十三年)』竜渓書舎, 1981.11
- 『成田不動と二宮尊徳』全国報徳団体連絡協議会, 1981.5
- 『自伝 報徳教育の歩み』同文書院, 1983.11

### 共編著
- 『新日本教育史』加藤仁平 等編. 協同出版, 1961
- 『二宮尊徳全集補遺』編著. 報徳同志会, 1971

記念文集
- 『誠愛無 加藤仁平先生追悼録』加藤仁平先生追悼録刊行会, 1994.3